# Dryopteris napoleonis
Dryopteris napoleonis är en träjonväxtart som först beskrevs av Jean Baptiste Bory de Saint-Vincent, och fick sitt nu gällande namn av O. Kze. Dryopteris napoleonis ingår i släktet Dryopteris och familjen Dryopteridaceae. Inga underarter finns listade.